# Стефан Любомський
Стефан Любомський (болг. Стефан Любомски; 2 грудня 1848, Кишинів — 30 грудня 1902, Софія) — болгарський офіцер, генерал-майор. Учасник Російсько-турецької війни (1877—1878), уніфікації Князівства Болгарії та Східної Румелії, Сербсько-болгарської війни (1885).

## Біографія
Народився 2 грудня 1848 в Кишиневі. У 1864 закінчив середню школу в своєму рідному місті і 15 січня того ж року вступив у російську армію. У 1866 закінчив військову школу в Росії, 17 червня 1866 присвоєно звання лейтенант.

## Російсько-турецька війна (1877—1878)
Під час Російсько-турецької війни (1877—1878) був командиром роти болгарських добровольців. Невдовзі присвоєно звання капітан.

## Сербсько-болгарська війна (1885)
Під час Сербсько-болгарської війни (1885) залишався в південній частині Болгарії. Пізніше командував 3-ю піхотною бригадою. У 1890 отримав звання підполковника. 14 лютого 1892, отримавши звання генерал-майора, пішов у відставку.
У 1893 обраний депутатом Національних зборів.

## Нагороди
- Орден «Святого Олександра»
- Орден «Святого Станіслава»